# Theo Hoogstraaten
Theo Hoogstraaten (Mijdrecht, 9 juli 1948) is een Nederlandse kinderboekenschrijver en voormalig decaan. Hij schreef een deel van zijn boeken samen met zijn echtgenote Marianne.
Hij volgde achtereenvolgens de opleidingen Nederlandse taal en letteren, MO Geschiedenis en Opleiding voor vakdiploma illustrator.
In de jaren tachtig schreef Hoogstraaten zijn eerste jeugdboek. De rol van zijn vrouw als kritische lezer groeide uit tot die van coauteur. Na twintig jeugdboeken vonden ze het tijd om hun talent uit te dagen. Hun eerste literaire thriller, Een middag aan zee, werd goed ontvangen. Na Kruisgang en Lokvrouw is Machteloos hun vierde literaire thriller. In 2018 werd aan het schrijversduo de Gouden Vleermuis oeuvreprijs toegekend.